# Technik im Mittelalter
Die Technik im Mittelalter war von zahlreichen Erfindungen geprägt, die die Produktivität verbesserten, darunter Wind- und Wassermühlen, Räderpflug, Kummet, Hufeisen, Spinnrad und der Trittwebstuhl.

## Mühlen
Wind- und Wassermühlen zählen zu den wichtigsten Entwicklungen des Mittelalters. Mit ihnen konnte man natürliche Ressourcen in mechanische Bewegungsenergie umwandeln und zum Verrichten von Arbeit nutzen. Eingesetzt wurden sie zum Mahlen von Getreide, zum Antreiben von Schmiedehämmern und Blasebälgen, in der Textilproduktion und zahlreichen weiteren Gebieten. In den frühmittelalterlichen Urkunden des Stiftsarchivs St. Gallen sind Wassermühlen erwähnt, die direkt über Wasserläufe oder über abgezweigte Kanäle betrieben wurden. Auch ein Betrieb über hölzerne Wasserrinnen scheint möglich gewesen zu sein.

### Typen
Die typische Mühle des Mittelalters war eine Wassermühle mit vertikalem Wasserrad, das eine horizontale Welle antrieb. Dieser Mühlentyp war bereits in der Spätantike bekannt, wurde jedoch nur in geringem Umfang genutzt. Im Frühmittelalter gab es manchmal auch Mühlen mit einem horizontalen Rad und senkrechter Welle. Sie eigneten sich jedoch nur zum Mahlen von Getreide und hatten, bedingt durch die Konstruktion, einen schlechten Wirkungsgrad. Die meisten Mühlen verfügten über sogenannte unterschlächtige Wasserräder, bei denen nur der unterste Teil des Rades in das Wasser ragt und durch das strömende Wasser angetrieben wird. Ober- und mittelschlächtige Wasserräder nutzen zusätzlich die Energie des herabfallenden Wassers und weisen höhere Wirkungsgrade auf. Dafür sind jedoch Wasserleitungen oder Aquädukte nötig (für die oberschlächtigen Räder) beziehungsweise spezielle Wehre für die mittelschlächtigen, die alle aufwendig zu bauen waren. Daher waren diese Mühlentypen recht selten. Mühlen wurden selten direkt am Fluss gebaut, da der schwankende Wasserstand keine kontinuierliche Arbeit erlaubte. Stattdessen errichtete man Dämme und Kanäle um den Wasserstrom zu verstetigen.
Ab dem 11. Jahrhundert kam ergänzend die Windmühle hinzu, vor allem in den nordwestlichen Küstenregionen Europas. Sie verfügte typischerweise ebenfalls über ein vertikales Windrad, das eine horizontale Welle antrieb. Besonders verbreitet waren sie in den Niederlanden, da es dort wegen der flachen Landschaft nur wenig fließendes Wasser gab, aber reichlich Wind.
Die Mühlen erzeugten eine gleichmäßige rotierende Bewegung, die bei vertikalen Wellen zum Mahlen von Getreide direkt genutzt werden konnte. Bei horizontalen Wellen wurde die Bewegung durch Zahnräder umgelenkt und dabei meistens auch die Drehzahl erhöht. Für viele Anwendungen wurde jedoch eine hin- und hergehende Bewegung benötigt, etwa bei Schmiedehämmern. Dafür verwendete man Nockenwellen, die die Hämmer anhoben und wieder fallen ließen.

### Anwendungen
Mühlen wurden auf zahlreichen Gebieten eingesetzt. Die meisten wurden zum Mahlen von Getreide verwendet. Das Mahlen zählt zu den körperlich besonders anstrengenden Tätigkeiten und erfordert eine gleichmäßige Bewegung; es lässt sich also besonders leicht mechanisieren. Walkmühlen wurden zum Walken von Tuch verwendet, zu einem ebenfalls körperlich besonders anstrengenden Arbeitsschritt. In Waidmühlen wurde Holz gesägt. Bei Hochöfen wurden Blasebälge damit angetrieben. Die dadurch erreichten höheren Temperaturen ermöglichten erstmals die Erzeugung von flüssigem Roheisen. In Bergwerken wurden Mühlen zum Heben von Wasser genutzt. Des Weiteren gab es Erzmühlen, Papiermühlen, Seidenzwirnmühlen, Schleifmühlen sowie Hammermühlen.

### Zeitliche Entwicklung
Wassermühlen waren bereits seit der Spätantike bekannt, wurden dort jedoch nur spärlich genutzt. Erst im frühen Mittelalter breiteten sie sich aus. Die meisten Entwicklungen sind unabhängig von den antiken Mühlen entstanden; einen nachweisbaren Transfer der Technik gab es nicht. Die frühesten Mühlen wurden zum Mahlen von Getreide verwendet. Da der Bau einer Wassermühle mit Mühlrad, Welle, Zahnrädern und Gebäude sowie Zufahrten viel Zeit erforderte und größere Investitionen bedeutete, lohnte er sich nur dort, wo die Handmühlen nicht mehr ausreichten, um den Bedarf zu decken. In den frühmittelalterlichen kleinen bäuerlichen Dorfgemeinschaften waren die Voraussetzungen dafür nicht gegeben. Daher entstanden die meisten Mühlen im Umfeld der Klöster, wo oft mehrere hundert Personen lebten. Im 8. Jahrhundert breiteten sich die Mühlen auch östlich der Rhein-Main-Linie aus, was sich in Ortsbezeichnungen wie Mühlhausen, Mülln oder Mühlheim niederschlug. Die Ausbreitung der Mühlen lässt sich auch am Volks- bzw. Stammesrecht der germanischen Stämme ablesen. Dort sind häufig spezielle Paragrafen enthalten mit rechtlichen Bestimmungen zu Mühlen. Im Hochmittelalter kam es häufiger zum sogenannten Mühlenbann: Er zwang die Bauern, gegen Gebühr in der lokalen Mühle mahlen zu lassen und verbot den Besitz und die Verwendung von Handmühlen. Ebenfalls ab dem Hochmittelalter begann sich die Mühlentechnik stärker zu diversifizieren. Dank der Nockenwelle wurden die Mühlen zusätzlich zum Getreidemahlen auch in zahlreichen Gewerben eingesetzt. Die Windmühlen jedoch wurden hauptsächlich als Getreidemühle betrieben, in den Niederlanden auch für die Wasserwirtschaft. Dort hoben zahlreiche Mühlen mit archimedischen Schrauben Wasser über die Deiche.
Die Bedeutung der Mühlentechnik reicht jedoch noch weit über das Mittelalter hinaus. Die ersten Fabriken wurden noch mit Wasserrädern angetrieben und selbst nach Erfindung der Dampfmaschine wurden noch zahlreiche Mühlen errichtet. In Deutschland lag der Höhepunkt ihrer Verbreitung um 1880. In der Renaissance entstand der Mühlenbauer als eigenständiger Beruf. Sein Wissen im Umgang mit Zahnrädern, Getrieben und allgemein der Kraftübertragung half in der Industrialisierung beim Bau von verschiedenen Maschinen. Sie gelten daher als die Vorläufer der Maschinenbauer.

## Landwirtschaft
In der Landwirtschaft gab es bereits im Frühmittelalter mehrere Erfindungen, die die Arbeitsproduktivität beträchtlich verbesserten: Der Räderpflug, das Kummet, das Hufeisen und die Dreifelderwirtschaft. Gemessen am eingesetzten Saatgut verdoppelten sich die Erträge.

### Pflüge
Pflüge waren bereits zu Beginn der Bronzezeit bekannt. Bis zur Spätantike konnte man mit ihnen jedoch nur den Boden aufritzen. Der frühmittelalterliche Beetpflug oder Räderpflug konnte den Boden auch wenden, sodass er besser durchlüftet wurde. Außerdem wurden Mineralien an die Oberfläche befördert, das Regenwasser konnte besser abfließen und das Querpflügen konnte entfallen. Mit dem neuen Pflug wurde es daher möglich, die Ertragskraft der Felder zu steigern und bisher ungenutzte Böden wie die in feuchten Tälern zu bestellen. Der Beetpflug entstand in Nordeuropa, wo es häufig schwere und feuchte Böden gab. Er verfügte über eine asymmetrische Pflugschar und ein Streichbrett, die es ermöglichten, tiefer in den Boden einzudringen und ihn zu wenden.

### Kummet und Hufeisen
Als Zugtiere wurden zunächst wie schon im Altertum Ochsen genutzt, die mit einem Joch angeschirrt waren. Das Kummet war eine Möglichkeit, Pferde anzuschirren ohne dabei, wie mit dem  Hals- und Brustgurt, Luftröhre und Blutgefäße des Pferdes abzudrücken, sodass sich die nutzbare Zugkraft beträchtlich erhöhte. Es handelte sich dabei um eine Art Kragen, der später auch gepolstert war und auf den Schultern lag und so die Zugkraft gleichmäßig auf das Pferd verteilte.
Weit verbreitet ist die auf Lynn White zurückgehende Ansicht, dass das Kummet bereits um das Jahr 800 aufkam und durch die deutlich höhere Zugkraft und schnellere Bewegung die Pflugleistung verdoppelte, sodass sich Pferde bald gegenüber Ochsen in der Landwirtschaft und zum Ziehen von Karren durchsetzten. Dieter Hägermann dagegen verweist darauf, dass diese These weder durch Darstellungen noch durch sonstige Quellen gestützt ist. Es sei jedoch bekannt, dass man erst Pferde mit passendem Charakter züchten musste, ehe sie als Zugpferde einsetzbar waren. Des Weiteren hatten Pferde weitere Nachteile gegenüber Rindern: Sie waren anfälliger für Krankheiten, benötigten mehr und teureres Futter und ließen sich schwerer lenken, da sie recht scheu sind. Das Pferd blieb bis ins 13. Jahrhundert vor allem ein Reittier für Krieger und Boten. Erst danach wurde es in der Landwirtschaft eingesetzt.
Die Römer verwendeten bereits Pferdeschuhe, sogenannte Hipposandalen. Hufeisen waren möglicherweise bekannt, jedenfalls nicht weit verbreitet. In feuchten Gebieten waren sie jedoch nötig, um den Huf der Pferde gegen Nässe zu schützen, die zu Krankheiten führen konnte. Sie kamen Ende des 9. Jahrhunderts auf und wurden zuvor vermutlich von Ost nach West verbreitet, da sie bei den Langobarden des 6. Jahrhunderts bereits bekannt waren.

### Dreifelderwirtschaft
In der Antike war die Zweifelderwirtschaft üblich gewesen. Die Hälfte der Äcker wurde bestellt, die andere als sogenannte Brache freigelassen und als Weideland für die Tierzucht genutzt. Die meisten Felder waren quadratisch angelegt, da sie längs und quer gepflügt wurden. Mit den neuen Räderpflügen war das Wenden jedoch aufwändig, so dass langgestreckte Felder entstanden. Querpflügen war nicht mehr nötig. Außerdem ging man im 8. und 9. Jahrhundert zur Dreifelderwirtschaft über. Es wurde nur ein Drittel der Fläche als Brache genutzt und je ein weiteres Drittel für Sommergetreide (Hafer, Gerste) und Wintergetreide (Weizen, Roggen). Dieter Hägermann führt dazu aus: „Diese Anbaufolge steigerte durch den Fruchtwechsel die Getreideerträge um bis zu 50 Prozent im Verhältnis zu den älteren Feldnutzungssystemen, verteilte die Pflugarbeiten, Einsaat und Ernte über das ganze Jahr und führte damit zu einer besseren und vermehrten Nutzung der bäuerlichen Arbeitskraft und zu häufigerem Einsatz der technischen Ausrüstung. Hinzu kam angesichts der breiteren Palette des Getreideanbaus eine Minderung des Sterberisikos im Falle von Mißernten. Ohne Steigerung der Ernteerträge wären weder der Ausbau von regelrechten Mühlenlandschaften noch die Beschickung von Märkten seitens der Grundherren, aber auch der Bauern möglich gewesen, die erste Ansätze zu einer arbeitsteiligen Gesellschaft schufen.“ Die meisten Getreidesorten waren schon lange bekannt, der Roggen war jedoch eine wichtige mittelalterliche Entdeckung. Er ließ sich auch auf den kargen Böden unter kaltfeuchten Bedingungen anbauen.

## Bautechnik
Von der Bautechnik ist relativ wenig bekannt, verglichen mit den ästhetisch-künstlerischen Aspekten der erhaltenen Gebäude, die in der Forschung und Literatur vorherrschend sind. Dabei handelte es sich zumeist um steinerne Bauten. Aus dem Frühmittelalter sind beispielsweise über 30 Königspfalzen, 300 Kathedralen und 1200 Klöster bekannt. Zunächst lehnte man sich in der Romanik an die römische Architektur an mit ihren Kuppeln, Pfeilern, Gewölben, Rundbögen und den griechischen Säulen. Auch die damals moderne byzantinische Baukunst hatte Einflüsse. Im Hochmittelalter ging man in der als Gotik bekannten Stilrichtung zu Spitzbogen, Kreuzrippengewölben und Strebepfeilern über. Dabei handelte es sich um Bauelemente, die die Gewichtskräfte der Decken und Gewölbe viel besser in die Mauern leiteten, wodurch es möglich wurde, höhere Gebäude zu errichten, die größere Fenster hatten.

### Baustoffe
Kalk, der für Mörtel benötigt wurde, war in ganz Europa bekannt, aber nicht immer und überall in ausreichenden Mengen vorhanden. Durch das Fehlen dieses Baustoffs konnten sich Bauvorhaben verzögern. Mörtel war vor allem im frühen Mittelalter nötig, als Steine noch nicht so genau behauen wurden, dass sie ohne ihn zusammenhalten konnten. Auf einigen Baustellen und Quellen lässt er sich nachweisen. Überliefert sind auch einige Mörtelmischanlagen, die aus einer großen Grube bestanden. Es wurde etwa ein Kubikmeter Mörtel mit einem Rührwerk angemischt, das von Hilfskräften bedient wurde. Metalle wurden nur selten verwendet. Zum Dachdecken nutzte man neben hölzernen (meist aus Eiche) Dachschindeln auch Blei, in selteneren Fällen auch Kupfer oder Zinn. Außerdem benötigte man Blei zum Bau der Fenster. Eisen wurde für Nägel und Türbeschläge benutzt und wurde gelegentlich auch von den Baustellen gestohlen.

### Steinbau
Die Steinbauweise wurde auf den Gebieten des römischen Reiches ausgeführt. In den germanischen Gebieten wurde dagegen nur Holz verwendet. Die Steinbauweise breitete sich damit von Süd- und Südosteuropa aus, gemeinsam mit Königtum, Kirche und teilweise auch dem Adel. Zum Teil wurden dabei auch Reste römischer Anlagen als Baugrundlage genutzt. Der Römer Tacitus berichtete bereits über die fehlende Steinbauweise der Germanen, was sich auch im alt- und mitteldeutschen Sprachgebrauch widerspiegelte. Es wurden zahlreiche Begriffe aus dem Lateinischen übernommen. Steinerne Bauwerke waren vor allem Kathedralen, Klöster und Anlagen des Königtums, später auch Burgen. In Regensburg, einer Stadt, die aus einem römischen Castell am Limes hervorgegangen war, betonte man im 8. Jahrhundert die zahlreichen steinernen Bauten, die im 12. Jahrhundert um die Steinerne Brücke ergänzt wurden, der ersten Steinbrücke über die Donau. Marmor wurde nur in Italien verwendet. In den übrigen Regionen verwendete man Ziegel- und Backsteine. In Norddeutschland kamen sie erst im Hochmittelalter auf, wurden dann aber zur vorherrschenden Bauweise, die als typisch für diese Region gilt. An seiner Verbreitung waren besonders die Zisterzienser beteiligt. Daneben gab es noch behauene Steine, die vor allem für die romanischen und gotischen Kirchen verwendet wurden und ohne Mörtel auskamen.

### Holzbau
Wichtigstes Baumaterial war jedoch Holz, das für Profanbauten ausschließlich verwendet wurde. Aber auch frühe Kirchen waren aus Holz, wurden aber bereits sehr früh durch Steinbauten ersetzt. Aber auch bei Steinbauten benötigte man Holz für Dachfirste, Balken und Streben. Überliefert sind mehrere Bauwunder, in denen Balken durch göttliche Hilfe verlängert wurden. Sie deuten auf Beschaffungsprobleme langer Hölzer hin. In Regionen mit Nadelwäldern, die lange, gerade Hölzer lieferten, war die Block- oder Massivbauweise verbreitet. Dabei wurden die Wände entweder aus längs liegenden Hölzern gebildet oder palisadenartig in den Boden gesteckt. In Regionen mit anderen Hölzern war die Skelettbauweise verbreitet. Es wurde zunächst ein Fachwerk aus Balken gebaut. Anschließend wurden die Zwischenräume mit Bohlen ausgekleidet.

## Eisengewinnung und -verarbeitung
Im Frühmittelalter verlief die Eisengewinnung noch wie in der Antike. Eisenerz und Holzkohle wurden in Rennöfen gegeben und zu Schmiedeeisen verarbeitet, einem Werkstoff, der fast nur aus Eisen bestand und kaum Kohlenstoff enthielt. Da er als Werkstoff für Waffen und Werkzeuge zu weich war, wurde er auf Holzkohle geglüht, wodurch er härter wurde.
Im Hochmittelalter erreichte man mit den neuen Hochöfen höhere Temperaturen und konnte damit erstmals flüssiges Roheisen herstellen. Die Verarbeitung geschah vor allem durch Schmieden und Gießen. Eine neue Methode, Draht herzustellen, der für Ringpanzer benötigt wurde, war das Drahtziehen. Das Damaszieren war eine neue Methode um die Vorteile von hartem und weichen Eisen zu verbinden.

## Textiltechnik
Neue Entwicklungen waren das Spinnrad, mit dem eine einzelne Person deutlich mehr Garn herstellen konnte als mit der Handspindel und der Trittwebstuhl, der die Produktivität in der Weberei verbesserte.

## Transportmittel und Infrastruktur
Bereits im Frühmittelalter waren verschiedene Wagen und Karren bekannt, die mit zwei oder vier Rädern ausgestattet sein konnten. Sie wurden vor allem in der Landwirtschaft zu Transportzwecken genutzt. Sie bestanden fast ausschließlich aus Holz, wenige aber wichtige Teile wie Deichselbeschläge, Radreifen und Felgenklammern waren aus Eisen.
Bereits im Frühmittelalter gab es eine große Vielfalt an Schiffen und Booten. In Skandinavien gab es Langschiffe, die mit einem langen Kiel ausgestattet waren und an den Planken in Klinkerbauweise angesetzt waren. Der Holk dagegen baute auf dem Einbaum auf – er hatte also keinen Kiel. Die Kogge wurde das beliebteste Transportschiff der Hanse, einem Handelsbündnis im Nord- und Ostseegebiet.